# 어빙 백스터
어빙 노트 "어브" 백스터(영어: Irving Knott  "Irv" Baxter, 1876년 3월 25일 ~ 1957년 6월 13일)은 미국의 육상 선수로 1900년 하계 올림픽에 출전했다.
높이뛰기와 장대높이뛰기에서 금메달을 땄으며 제자리높이뛰기, 제자리멀리뛰기, 제자리세단뛰기 경기에서는 레이 유리에 이어서 2위를 기록했다.